# Guriai Fejedelemség
A Guriai Fejedelemség történelmi állam Kaukázusban, amely a Grúz Királyság vazallusaként jött létre, grúzul: გურიის სამთავრო, törökül: Guria Prensliği, oroszul: Гурийское княжество, illetve egyszerűen Guria, amely állam 1460-től 1829-ig létezett előbb az Oszmán Birodalom, majd az Orosz Birodalom függő államaként de facto függetlenségben. A mai Guria Grúzia közigazgatási régiója.

## Az állam adatai
A Guria Fejedelemség területe nagyjából a mai grúz közigazgatási régiójának számító Guria kierjedésével egyezik meg.

## Története

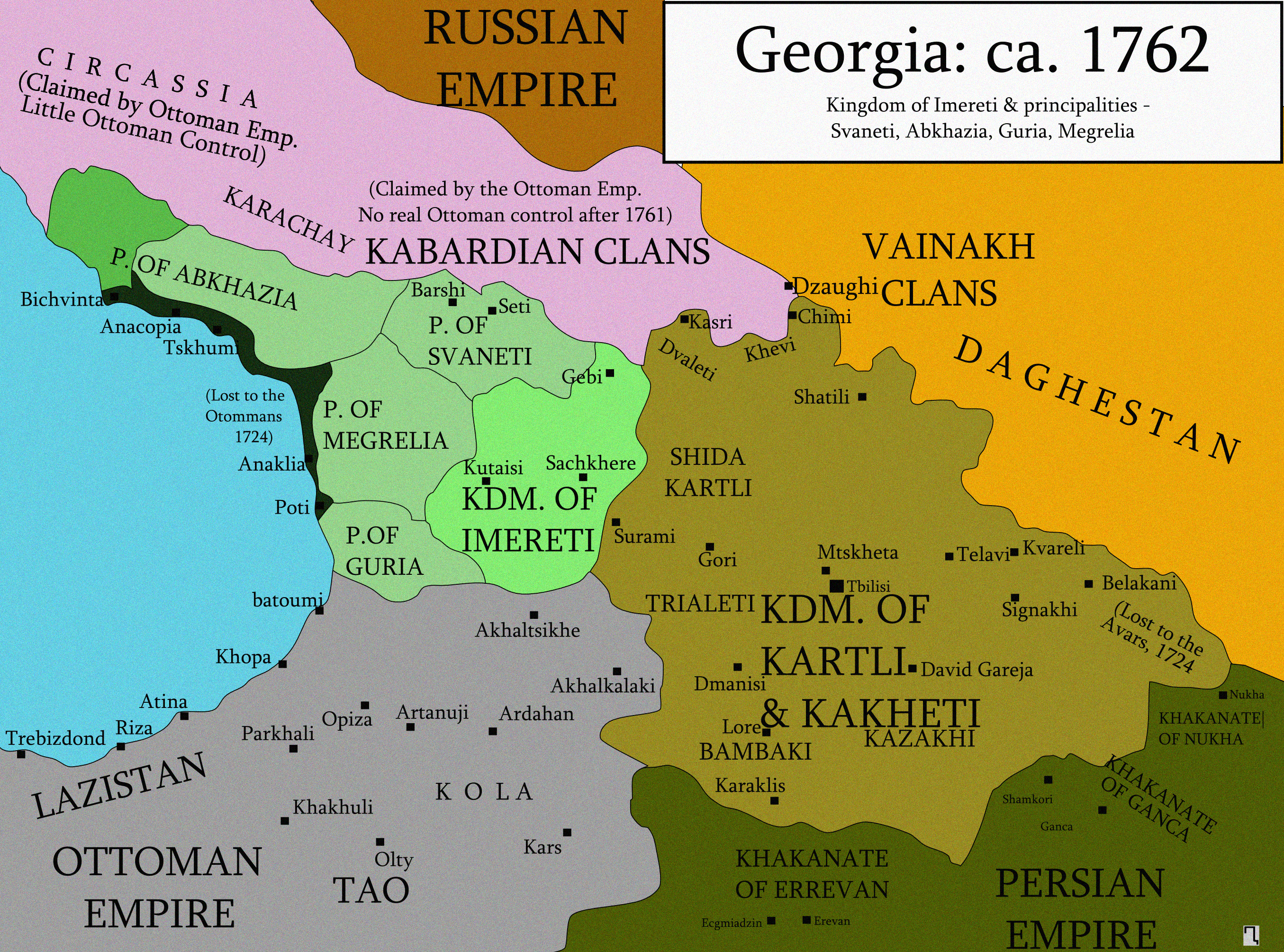
Guria a XVIII. században

A grúziai Mingréliai Fejedelemség uralkodó dinasztiájának, a Dadiani-háznak az oldalága uralkodott az országban. Komnénosz N. guriai fejedelemné (1447 után–1483 előtt), Mamia guriai fejedelem feleségeként és az utolsó trapezunti császár, II. Dávid lányaként az ősanyja volt Guria későbbi fejedelmeinek